# Christodoulos Kolomvos
Christodoulos Kolomvos (em grego:  Χριστόδουλος Κολόμβος; Patras, 26 de outubro de 1988) é um jogador de polo aquático grego.

## Carreira
Kolomvos foi medalhista de bronze no Campeonato Mundial de Cazã, em 2015. No ano seguinte integrou o elenco da Seleção Grega de Polo Aquático que ficou em sexto lugar nos Jogos Olímpicos do Rio de Janeiro.